# Eugène Deloncle
Eugène Deloncle (ur. 20 czerwca 1890 w Breście, zm. 17 stycznia 1944 w Paryżu) – francuski działacz faszystowski, przywódca La Cagoule w okresie międzywojennym oraz kolaboracyjnego Rewolucyjnego Ruchu Społecznego podczas II wojny światowej.
Studiował w École Polytechnique w Paryżu, którą ukończył w 1910 r. Następnie wstąpił do francuskiej marynarki wojennej. Brał udział w I wojnie światowej jako oficer artylerii; został ranny podczas walk w Szampanii. Za odwagę otrzymał Legion of Honor. Po zakończeniu wojny zaangażował się w działalność polityczną. W 1934 r. wstąpił do integralistycznej i rojalistycznej Action Française, ale przestał być jej członkiem już w 1935 r. Założył wówczas własne skrajnie prawicowe ugrupowanie Comité Secret d'Action Révolutionnaire (CSAR), zwane La Cagoule, w którym pojawiała się retoryka faszystowska.
Po agresji Niemiec i klęsce Francji w czerwcu 1940 r. podjął politykę kolaboracji z okupantem. W tym samym roku powołał Rewolucyjny Ruch Społeczny (Mouvement Social Révolutionnaire, MSR), bardziej radykalny niż La Cagoule i wspierający Francję Vichy marszałka Philippe’a Petaina. W poł. 1941 r. uczestniczył w akcji propagandowo-werbunkowej do Legionu Ochotników Francuskich przeciw Bolszewizmowi, wchodząc wraz z innymi przywódcami ugrupowań kolaboracyjnych w skład Centralnego Komitetu LVF. Następnie przyłączył MSR do Zgromadzenia Narodowo-Ludowego innego kolaboranta Marcela Déata, ale w wyniku wzajemnych konfliktów został z niego usunięty w maju 1942 r. Współpracował z Abwehrą, posiadając osobiste kontakty z jej szefem admirałem Wilhelmem Canarisem. 17 stycznia 1944 w Paryżu został zastrzelony wraz z synami przez agentów Gestapo, które podejrzewało go o współudział w spisku przeciwko Adolfowi Hitlerowi.